# Ferne Snoyl
Ferne Dean Snoyl (Leidschendam, 8 maart 1985) is een voormalig Nederlands profvoetballer, die speelde als verdediger.

## Loopbaan
In 2004/2005 werd Snoyl door Feyenoord verhuurd aan FC Den Bosch. Tot dat moment speelde Snoyl slechts sporadisch mee in de Eredivisie. Bij Den Bosch had hij een basisplaats en maakte hij zo nu en dan ook indruk. Bij zijn terugkomst in De Kuip leek het er aanvankelijk op dat hij een basisplaats af zou dwingen, maar moest die later weer afstaan aan Pascal Bosschaart. Snoyl kampte bij Feyenoord ook al met overgewicht.
Hierna werd Snoyl in januari 2006 voor een half seizoen verhuurd aan Aberdeen FC, waar hij genoeg indruk maakte op N.E.C. om daar een contract te verdienen. Hij tekende tot medio 2009. Na de eerste wedstrijd van het seizoen 2007/08 werd Snoyl door trainer Mario Been uit de selectie gezet. Snoyl had, net als in zijn tijd bij Feyenoord, weer te maken met overgewicht. NEC huurde een diëtiste. Dit had na een week het gevolg dat Snoyl weer op het goede gewicht zat en terug werd opgenomen in de A-selectie. Na meerdere incidenten werd op 7 november bekend dat het contract van Snoyl per 1 januari 2008 ontbonden zou worden en hij niet meer voor NEC zou uitkomen. Per januari 2008 speelde hij voor RKC Waalwijk, waar hij contract met ingang van het seizoen 2009/2010 eindigde.
Hoewel Snoyl kon bijtekenen, wilde hij graag verder kijken, waarop NAC Breda zich aandiende. Na een proefperiode tekende hij op 7 november 2011 een contract tot het einde van het seizoen 2011/12 bij het Hongaarse Újpest FC. In januari 2012 werd zijn contact ontbonden waarna hij zijn voetballoopbaan beëindigde.
Na het einde van zijn voetbalcarrière opende Snoyl  een tattooshop in Den Haag. In een interview met voetbaltijdschrift ELF uit 2021 vertelde Snoyl dat een aantal bekende voetballers hun tattoo bij zijn studio heeft laten zetten. Onder hen Oranje-internationals Wout Weghorst en Mark Flekken.
Snoyl was Nederlands jeuginternational en nam deel aan het Europees kampioenschap voetbal onder 16 - 2001 en het Europees kampioenschap voetbal onder 17 - 2002.
In 2022 kwam Snoyl in opspraak door vermeende betrokkenheid bij een grote drugszaak.

## Clubstatistieken
| Seizoen | Club                  | Land      | Duels | Goals | Competitie              |
| ------- | --------------------- | --------- | ----- | ----- | ----------------------- |
| 2003/04 | Feyenoord             | Nederland | 8     | 0     | Eredivisie              |
| 2004/05 | → FC Den Bosch (huur) | Nederland | 25    | 0     | Eredivisie              |
| 2005/06 | Feyenoord             | Nederland | 7     | 0     | Eredivisie              |
| 2005/06 | → Aberdeen FC (huur)  | Schotland | 13    | 1     | Scottish Premier League |
| 2006/07 | NEC Nijmegen          | Nederland | 25    | 2     | Eredivisie              |
| 2007/08 | NEC Nijmegen          | Nederland | 4     | 0     | Eredivisie              |
| 2007/08 | RKC Waalwijk          | Nederland | 14    | 1     | Eerste divisie          |
| 2008/09 | RKC Waalwijk          | Nederland | 25    | 5     | Eerste divisie          |
| 2009/10 | NAC Breda             | Nederland | 7     | 1     | Eredivisie              |
| 2010/11 | NAC Breda             | Nederland | 1     | 0     | Eredivisie              |
| 2011/12 | Újpest FC             | Hongarije | 2     | 0     | Magyar Labdarúgó Liga   |
| 2011/12 | Újpest FC II          | Hongarije | 1     | 0     | Magyar Labdarúgó Liga   |
| Totaal  | Totaal                | Totaal    | 133   | 11    |                         |

(Bijgewerkt 2 mei 2012)